# Kurutta Ichipeiji
Kurutta Ippēji ou Ichipeiji (狂った一頁, Uma Página Louca (título em Portugal) ou Uma Página de Loucura (título no Brasil)) é um filme a preto e branco japonês do género drama, realizado e escrito por Teinosuke Kinugasa, Yasunari Kawabata, Banko Sawada e Minoru Inuzuka. O filme foi dado como perdido por quarenta e cinco anos, até ser redescoberto por Teinosuke Kinugasa no seu armazém em 1971. O filme foi produzido pelo grupo de vanguarda Shinkankakuha (Escola das Novas Perceções). Estreou-se no Japão a 24 de setembro de 1926.
O escritor japonês Yasunari Kawabata, que foi galardoado com o Nobel de Literatura em 1968, foi creditado no filme como o autor da história original, e é citado frequentemente como o argumentista, e uma versão do argumento foi impressa nas suas obras. Eiji Tsuburaya foi creditado como o operador de câmara.

## Enredo

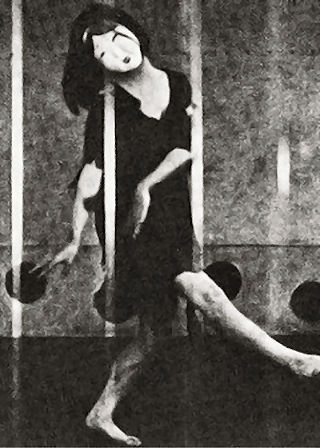
Eiko Minami em Kurutta Ichipeiji.

O filme se situa em uma casa de repouso, no campo. Durante uma tempestade torrencial, um zelador caminha pelos corredores, revelando vários pacientes com problemas psicológicos. No dia seguinte, uma jovem mulher chega na casa de repouso e se surpreende ao ver seu pai, o zelador, trabalhando ali. Sua mãe é uma paciente da casa, e enlouqueceu devido às crueldades que sofria de seu marido quando o mesmo era marinheiro. O zelador, se sentindo culpado, aceitou trabalhar na casa de repouso para cuidar dela. A filha anuncia que ela está para se casar com um bom sujeito, porém o zelador começa a se preocupar, já que, nessa época a sociedade ainda acreditava que problemas psicológicos eram herdados geneticamente. Se o jovem descobrisse sobre a mãe, o casamento seria cancelado.
Seu relacionamento escondido com sua esposa, começa a interferir em seu trabalho quando alguns dos pacientes batem em sua esposa, gerando uma briga generalizada. O doutor chefe da casa de repouso chama duramente a atenção do zelador. A partir disto, o zelador comece a sofrer inúmeras fantasias, fazendo com que ele perca controle da fronteira entre sonho e realidade. Primeiro, ele sonha que ganha uma cômoda na loteria, podendo assim dar um presente à sua filha pelo casamento. Quando sua filha vêm e o avisa que seu casamento está em apuros, ele pensa em tirá-la da casa de repouso, para esconder vestígios de sua existência. Finalmente, ele fantasia em matar o médico, mas tal devaneio se desfaz quando lhe vem a imagem de um paciente barbudo se casando com sua filha. O zelador, em seguida, se imagina distribuindo máscaras para os pacientes. Os providenciando, ao menos, rostos felizes. 
Por fim, ele volta a lavar o chão, sem mais poder visitar a ala de sua esposa por ter perdido as chaves. Ele vê o paciente barbudo passar, no qual o mesmo se curva diante dele, pela primeira vez, como se estivesse se curvando diante de um sogro.

## Elenco
- Masao Inoue como guarda
- Ayako Iijima como filha do guarda
- Yoshie Nakagawa como esposa do guarda
- Hiroshi Nemoto como noivo
- Misao Seki como médico-chefe
- Minoru Takase como paciente A
- Eiko Minami como dançarina
- Kyosuke Takamatsu como paciente B
- Tetsu Tsuboi como paciente C
- Shintarō Takiguchi como filho do porteiro

## Produção
O filme foi produzido sem intertítulos em 1926, e a cópia que existe na atualidade está incompleta. Durante a década de 1920, o filme era narrado por um contador de histórias (弁士, benshi), com um acompanhamento musical. O benshi Musei Tokugawa narrou o filme na sala de cinema Musashinokan em Shinjuku, Tóquio.